# Коридор Брюссель — Валлония
Коридор Брюссель-Валлония (также Брюссельский коридор, Деэксклавизация Брюсселя, фр. Un couloir francophone) — предложенный в 2008 году план по административно-территориальной реорганизации Фландрии с целью соединить де-факто франкоязычный (де-юре двуязычный) Брюссель с Валлонией и прекратить его изоляцию внутри Фландрии.

## Предложение

В основном франкоязычные регионы Брюсселя и Валлонии.

Синт-Генезиус-Роде — коммуна, часть территории которой предполагалось выделить для создания моста между Валонией и Брюсселем.

Предложение появилось во время очередного политического кризиса в Бельгии с целью разрешить политическое противостояние между нидерландоговорящими фламандцами и франкофонами, которые преобладают в Брюсселе и Валлонии. Предложенный франкоязычный коридор, который связал бы Валлонию с Брюсселем, мог бы покончить с территориальной изоляцией Брюсселя во Фландрии.
Брюссель является официально двуязычным (нидерландский и французский язык), но является главным образом франкоговорящим (на 80-85 %).
Франкоязычная газета столицы Ле Суар в июне 2008 издала схемы предложенного коридора, который будет «выкроен» из территории льготно-франкоязычного муниципалитета Синт-Генезиус-Роде. По плану в длину он будет иметь 2,5 км и около 0,5 км в ширину и пройдёт между брюссельским районом Уккль и Ватерлоо в Валлонии, передав узкую полосу Суаньского леса от фламандцев к франкофонам. В обмен на создание коридора, франкофоны согласны расформировать смешанный избирательный округ Брюссель-Халле-Вилворде, которым уже многие десятилетия недовольны фламандцы.

## Критика
- Фламандцы не желают терять территории (пусть даже такие незначительные).
- Кроме того, переданная территория будет слишком мала, чтобы снять проблему роста Брюссельской периферии или же стимулировать рост Брюсселя только в сторону Валлонии.
- Если изоляция Брюсселя внутри Фландрии прекратится, его двуязычный статус утратит всякий смысл, так как, не будучи более изолированными, франкофоны столицы утратят и без того слабый стимул изучать нидерландский.

## Шутки
Многие газеты писали, что передача части малонаселённого лесного заповедника от фламандцев к франкофонам, возможно, изменила бы лингвистический статус его единственных постоянных жителей — белок, которые перейдут с нидерландского на французский.